# Heike Langhans

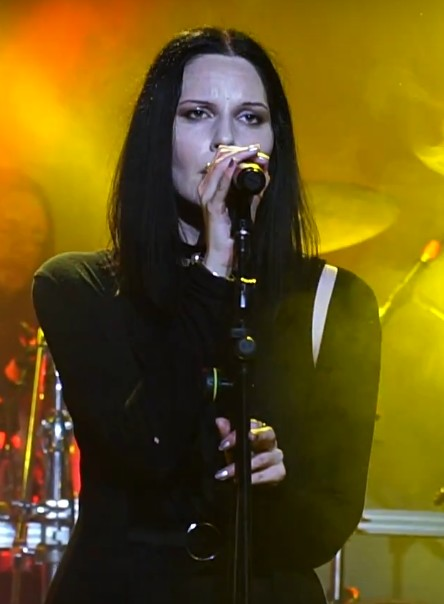
Heike Langhans während eines Auftritts mit Draconian im Jahr 2018

Heike Langhans (geboren 9. Februar 1988 in Kapstadt, Südafrika) ist eine Keyboarderin und Sängerin. Bekannt wurde sie als Sängerin der Band Draconian.

## Werdegang
Die 1988 geborene Heike Langhans wuchs in einer musikalisch interessierten Familie auf. Ihr Vater spielte Akustikgitarre und hörte die Musik von Pink Floyd, Jethro Tull, Carly Simon, Cat Stevens und Yazoo. Langhans sang mit und probierte sich ohne die Erlaubnis des Vaters im Gitarrenspiel auf dessen Gitarre. Trotz solcher Einflüsse gab sie an, keine musikalischen Vorbilder zu haben. Noch als Kind sparte sie einige Jahre später auf eine E-Gitarre, um eigene Songs zu schreiben, erkannte allerdings früh, dass sie „ein größeres Interesse am Singen und Experimentieren mit Keyboards“ und programmierter Musik hatte.
Im Alter von 16 Jahren konsumierte sie überwiegend Extreme Doom sowie Gothic- und Symphonic-Metal. Seit 2005 brachte Langhans sich, beginnend mit den südafrikanischen Bands Inferium und Warthane in einige Bands ein. Unter dem Namen Heike Van Dominic war sie so bis zum Jahr 2010 Sängerin von Inferium. Ihr Soloprojekt :LOR3L3I: begann sie im Jahr 2006 als elektronisches Nebenprojekt, vorerst ohne Veröffentlichungen. Bekannt wurde sie indes insbesondere mit der schwedischen Band Draconian, der sie 2012 als Ersatz für Lisa Johansson beitrat. Ende des Jahres 2013 erhielt sie ein Arbeitsvisum, um nach Schweden auszuwandern, um mit Draconian zu arbeiten. Im Jahr 2015 begann sie als Gastsängerin, Gitarristin und Keyboarderin bei der schwedischen Band ISON. ISON verließ Langhans 2019, Draconian 2022. Nach ihrer Etablierung in der Metalszene brachte sich Langhans als Livesängerin, Sängerin und Gastsängerin in diversen Bands ein. So unter anderem mit den Atmospheric-Doom-Bands Remina, Light Field Reverie und Hallatar, der Post-Black-Metal-Band Anomalie und der Gothic-Metal-Band Helevorn. Remina und Light Field Reverie sind Band unter ihrer dauerhaften Beteiligung.

## Gesangsstil
Langhans agiert in den Genres Gothic Metal und Death Doom in einer The-Beauty-and-the-Beast-Gesangskonstellation. In anderen Genres singt sie häufig ohne einen gutturalen Gegenpart. Ihr Soloprojekt :LOR3L3I: wird dem Synthiepop und Dark Wave zugerechnet. Die Bands Remina und Light Field Reverie dem Atmospheric Doom.
Ihre Stimme wird als trübsinnig, verträumt und „elfenhaft“ beschrieben sowie dem Genre Ethereal nahe gestellt. In ihrem Gesangsspektrum „dominiert […] die Zartheit und Zerbrechlichkeit ihrer Stimme“, dennoch liegt ein Eindruck „von Kraft und Selbstvertrauen“ in der Stimme. In Abgrenzung zum Symphonic Metal singt Langhans „in einer normalen Stimmlage, geht also anders als bei manchen Genre-Kollegen nicht etwa in den Sopran“.

„Ihre Stimme klingt – ähnlich wie die ihrer Vorgängerin Lisa Johansson – wohltuend wenig nach Gothic oder Oper, sondern ergänzt sich in ihrer melodischen, aber emotional oft distanziert gehaltenen Art gut mit dem harschen Gesang von Urmitglied Anders Jacobsson und den langsamen Riffs der Instrumentalfraktion.“

## Diskografie (Auswahl)
Mit Draconian
- 2015: Stellar Tombs
- 2015: Sovran
- 2020: Under a Godless Veil

Mit ISON
- 2019: Inner - Space
- 2021: Aurora

Mit Light Field Reverie
- 2020: Another World

Mit :LOR3L3I:
- 2010: Hold on to Silence

Mit Remina
- 2022: Strata
- 2023: Strata (Deconstructed)

Mit Warthane
- 2011: Black Divine

Als Gastsängerin
- 2017: Hallatar: No Stars upon the Bridge
- 2017: Anomalie: Visions
- 2019: Helevorn: Aamamata
- 2022: (EchO): Witnesses
- 2023: Elvenking: Reader of the Runes - Rapture
- 2023: Lord of Shadows: Echoes of Yore